# Physoconops aureoscutellatus
Physoconops aureoscutellatus är en tvåvingeart som först beskrevs av Krober 1937.  Physoconops aureoscutellatus ingår i släktet Physoconops och familjen stekelflugor.
Artens utbredningsområde är Costa Rica. Inga underarter finns listade i Catalogue of Life.